# Vuelo 306 de Swissair
El vuelo 306 de Swissair, un Sud Aviation SE-210 Caravelle III, llamado Schaffhausen, era un vuelo internacional regular de Zúrich a Roma, vía Ginebra. Se estrelló cerca de Dürrenäsch, Argovia, el 4 de septiembre de 1963, poco después del despegue, falleciendo las 80 personas a bordo.

## Aeronave
La aeronave era un Sud Aviation SE-210 Caravelle III, matrícula HB-ICV, número de serie 147, denominado "Schaffhausen", fabricado en diciembre de 1959. Forma parte de la última entrega realizada a Swissair el 19 de octubre de 1962.El avión voló por primera vez el 2 de octubre de 1962. Su peso máximo de despegue es de 48 toneladas y estaba equipado con motores son Rolls Royce Avon RA.29 Mk.527/527B.
Tiene un total de 2.082 horas de vuelo y sus motores tienen 1.519 horas de vuelo para el izquierdo y 1.363 para el derecho, lo que está por debajo del límite de 1.800 horas para estos motores.

## Cronología
El aeropuerto de Zúrich se encontraba en una densa niebla cuando el avión debía despegar a las 06:00 UTC. A las 06:04 se permitió al vuelo rodar hasta la pista 34 detrás de un vehículo de escolta. A las 06:05 la tripulación informó que rodarían hasta la mitad de la pista 34 para inspeccionar la niebla y luego regresarían al punto de despegue. Esto se hizo utilizando alta potencia del motor para dispersar la niebla. Alrededor de las 06:12 la aeronave regresó a la pista 34 y se le permitió despegar, lo que hizo a las 06:13, y comenzó a ascender hasta el nivel de vuelo 150 (unos 15.000 pies (4.600 m)), su altura de crucero.
Cuatro minutos después, las personas en tierra notaron una columna de humo blanco que salía del lado izquierdo del avión. Poco después, una llama alargada surgió del ala izquierda. Alrededor de las 06:20, el avión alcanzó una altura de unos 2700 metros (8900 pies). Comenzó a descender, realizando un suave viraje a la izquierda antes de perder altura más rápidamente. Finalmente, realizó un picado final pronunciado.

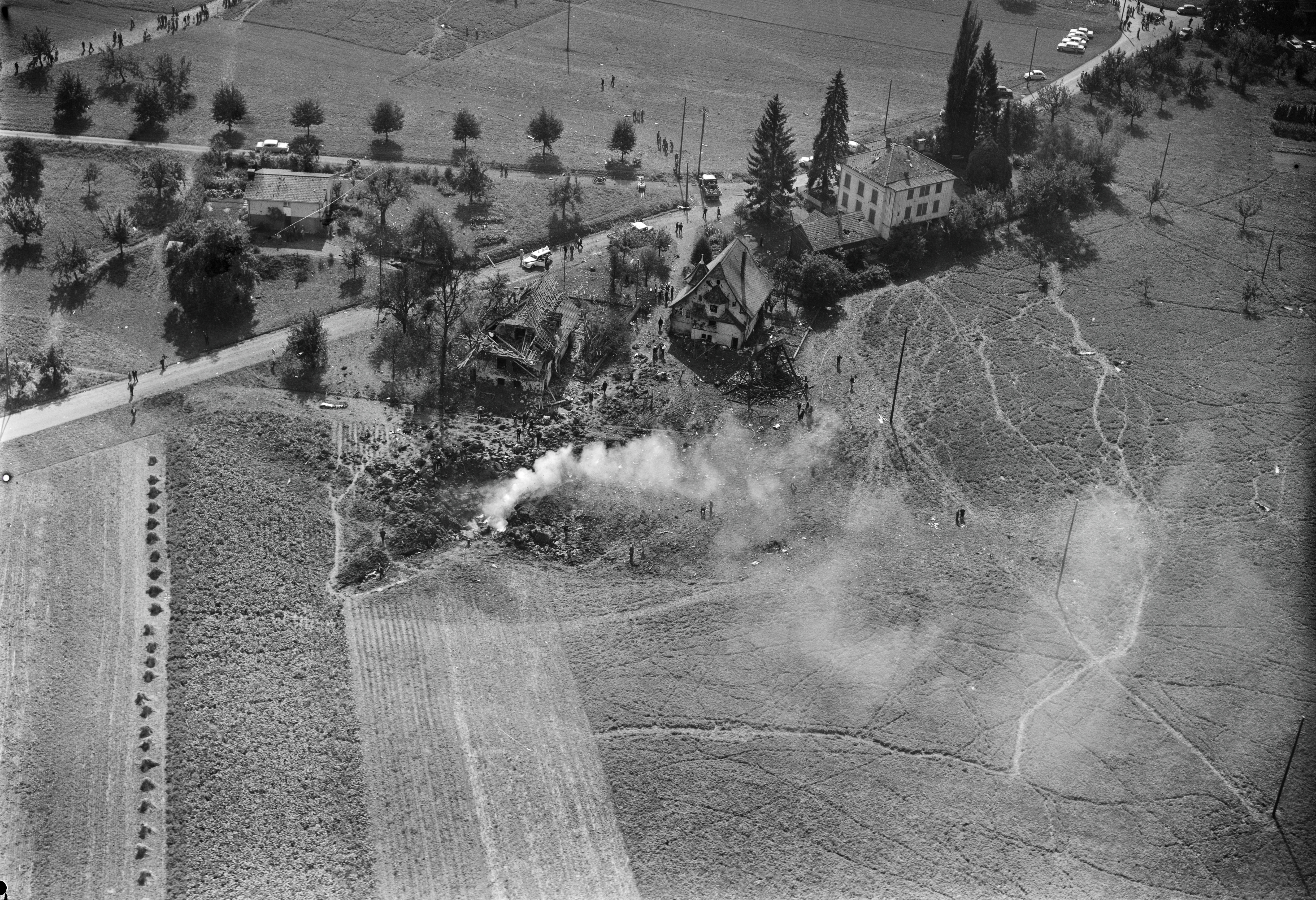
Lugar del accidente del vuelo 306 cerca de Dürrenäsch

A las 06:21 se emitió una señal de socorro. A las 06:22, el avión se estrelló en las afueras de Dürrenäsch, a unos 35 kilómetros (22 millas; 19 millas náuticas) del aeropuerto de Zúrich.

## Causa probable

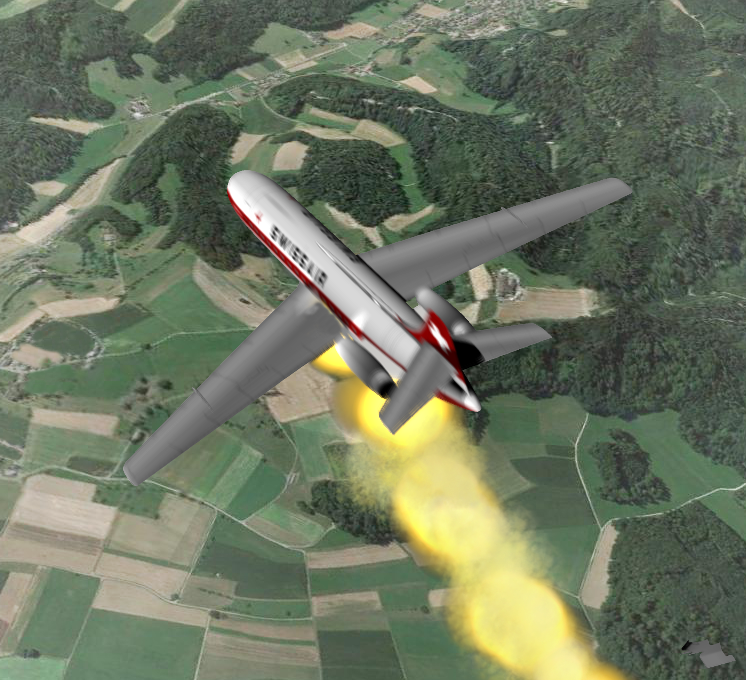
Reconstrucción informática del desastre

Los frenos de la aeronave se sobrecalentaron debido a la aplicación de toda la potencia del motor durante el rodaje. Esto provocó la explosión de las ruedas de magnesio, una de ellas en la pista antes del despegue. Al retraerse el tren de aterrizaje, las líneas hidráulicas del compartimento del tren de aterrizaje se dañaron. Esto se debió a la explosión de las ruedas o a la rotura de las otras llantas durante el ascenso. Posteriormente, el fluido hidráulico derramado se incendió al entrar en contacto con las llantas sobrecalentadas del tren de aterrizaje. El incendio dañó el compartimento del tren de aterrizaje y luego el ala.Los datos de la grabadora de vuelo del avión, junto con la falta de llamadas por radio de la tripulación, sugirieron que probablemente comenzaron a experimentar dificultades a las 06:18. Las irregularidades en los datos, que comenzaron aproximadamente dos minutos después, indicaron que el incendio estaba causando problemas eléctricos, mientras que el análisis de los restos sugirió que partes del avión se desprendían "con una frecuencia cada vez mayor" en ese momento. El motor izquierdo se había apagado antes del accidente; se desconoce si esto se debió a la acción de la tripulación o a un fallo causado por el incendio. La causa de la pérdida de control final no se determinó de forma concluyente. La rigidez del ala izquierda y el fuselaje trasero, la integridad del sistema hidráulico de control de vuelo y la unidad de control del elevador se consideraron como posibles áreas afectadas por el incendio en la parte final del vuelo, de tal manera que habría causado una rápida pérdida de control.

## Resultado
Como resultado de este accidente, todos los Caravelles fueron modificados para utilizar fluidos hidráulicos no inflamables.

## Víctimas y secuelas
A bordo había 74 ciudadanos suizos, además de dos estadounidenses (uno con doble ciudadanía iraní), un británico, un egipcio (el remero olímpico Ibrahim Abdulhalim), un israelí y un pasajero procedente de Bélgica o Austria.
Este accidente afectó gravemente al pequeño pueblo de Humlikon, en el cantón de Zúrich: 43 de sus 217 habitantes (el 20% de la población) habían abordado el avión para visitar un campo de pruebas agrícola cerca de Ginebra. Entre los fallecidos se encontraban todo el ayuntamiento, todos los miembros de la junta escolar local y el empleado de correos del pueblo. Varios niños que quedaron huérfanos quedaron al cuidado de sus familiares, y seis de ellos tuvieron que mudarse; todos menos uno se fueron a vivir con familiares cercanos.
Surgieron más problemas con el mantenimiento de las granjas locales, pero la gente de los pueblos cercanos colaboró. Aprendices de empresas locales, estudiantes, bomberos, soldados, boy scouts, ferroviarios y policías, así como escolares voluntarios, e incluso personas del extranjero, acudieron para ayudar. Se cosecharon manualmente aproximadamente 600 toneladas de patatas, se trilló maíz y se sembró a tiempo la nueva cosecha. Poco más de un mes después del colapso, los 52 votantes elegibles restantes eligieron un nuevo consejo.

## Memorial

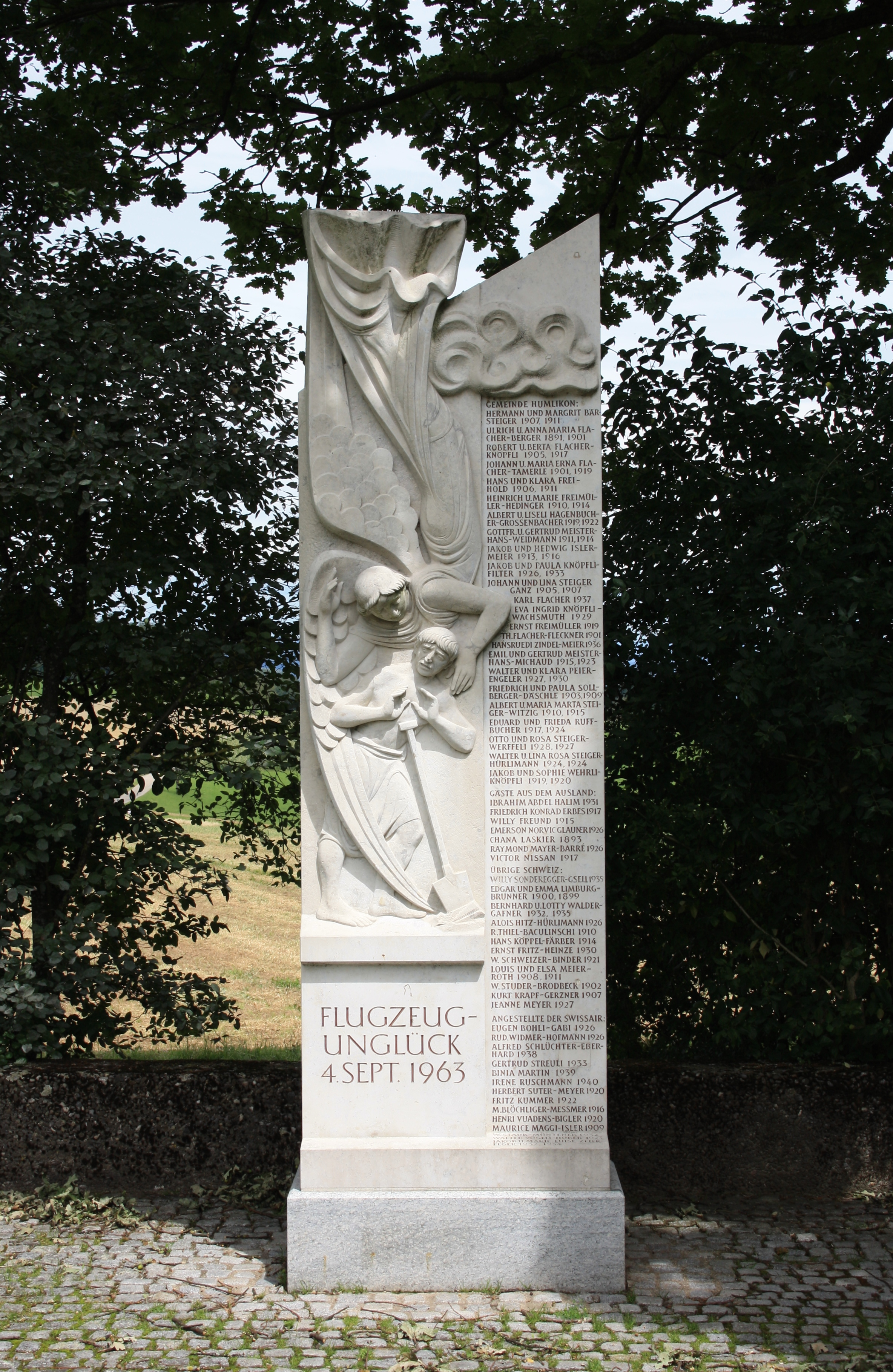
Monumento conmemorativo a las víctimas del vuelo 306 en Dürrenäsch.

En Dürrenäsch, frente al lugar del accidente, se encuentra un monumento en memoria de las víctimas. Con motivo del 50 aniversario se celebró allí una ceremonia.